# Barnabás apostol
Barnabás apostol, vagy Szent Barnabás (ógörögül:  Βαρνάβας, latinul: Barnabas), (1. század, Famagusta – Szalamisz ?) ciprusi származású apostol, Pál apostol egyik legfontosabb misszionárius társa. Nem Jézus közvetlenül választott tanítványa volt, hanem a tizenkét választott tanítványhoz csatlakozott, és missziós tevékenysége alapján minősül apostolnak.
Barnabás története az Apostolok Cselekedeteiben szerepel, Pál pedig néhány levelében megemlíti őt. Tertullianus őt nevezte meg a Zsidókhoz írt levél szerzőjeként, de ez csak feltételezés. A Barnabás levele nevű iratot a korai egyházban egyesek neki tulajdonították.
A halálának dátuma, helye és körülményei történelmileg nem bizonyíthatók, de a keresztény hagyomány úgy tartja, hogy a ciprusi Szalamiszban, 61-ben halt vértanúhalált. A hagyomány alapján a ciprusi ortodox egyház megalapítója. Általában Márk evangélista unokatestvéreként azonosítják. Ünnepét június 11-én tartják.

## Élete
Barnabás a lévita törzshöz tartozó zsidó családba született a ciprusi Famagustában. Eredeti neve József volt. Márk evangélista nagybátyja, vagy unokatestvére volt. Az Újszövetség szerint Jézus tanítványa, az első keresztények egyike lett: csatlakozott az apostolokhoz és mindenét eladva vagyonát a közösség rendelkezésére bocsátotta. Együtt tanult a későbbi Pál apostollal, aki rajta keresztül került személyes kapcsolatba a keresztény közösséggel Jeruzsálemben, ahol személyesen is kiállt Pál mellett és tanúsította annak megtérését és jó szándékát.
Barnabás nem tartozik a Jézus által kiválasztott 12 apostol közé, de tevékenysége alapján őt is apostolnak tekintjük. Pált megelőzően, illetve vele együttműködve a legjelentősebb keresztény hitterjesztő volt. Jelentős szerepe volt abban, hogy a kereszténység a nem-zsidók között terjedni kezdett. Az Újszövetség szerint az apostolok őt küldték Antiochiába, hogy ellenőrizze azt a keresztény közösséget, ami zsidó származású keresztények hatására, javarészt görög tagokból alakult. Később Tarzuszból Pált is magával vitte Antiochiába és egy évet töltöttek ott., majd – immár Márkkal kiegészülve – visszatértek Jeruzsálembe. Később a város a kereszténység egyik bölcsője, egyik legfontosabb és legbefolyásosabb patriarkátusa lett. 
Ciprus ez első területek egyike volt, amit a Szentföldről kiinduló kereszténység elért. Pál és a szigetről származó Barnabás az első, megkeresztelkedett zsidó hittérítők voltak, akik a szigeten élő zsidó közösséghez érkeztek. Elsőként Szalamiszban hirdették az új vallás üzenetét, majd eljutottak Ciprus akkori fővárosába, Páfoszba, ahol megtérítették a sziget római kormányzóját Sergius Paulust is. Innen Kis-Ázsiába hajóztak: előbb Pamphülia régió városaiban, Pergában, és Ikónionban, majd pedig a Likaónia régióban fekvő Lisztra és Derbe városokban folytatták küldetésüket és utazásaik során érintették Piszidia régiót is. Előfordult, hogy a helyi zsidók az új vallás hittérítői ellen fordultak (Lisztrában Pál majdnem meghalt, amikor megkövezték), de tevékenységük nyomán a városokban sok zsidó és nem-zsidó lakos kereszténnyé lett és az újonnan létrejött keresztény közösségek élére a két apostol vezetőket szentelt fel.
Később Pál és Barnabás visszatért Jeruzsálembe, hogy az apostolok döntését kérje egy, a közösséget megosztó kérdésben, nevezetesen, hogy a keresztényeknek be kell-e tartaniuk a hagyományos zsidó rituális szabályokat. A választ – miszerint a keresztényeknek a továbbiakban nem kell követniük ezeket a szabályokat – Pál és Barnabás apostol, Júdás apostollal és Szilással kiegészülve vitte meg az antiochiai közösségnek.
Antiochiában azonban a két apostol között nézeteltérés alakult ki: Pál arról akarta meggyőzni Barnabást, hogy látogassák meg a korábban megtérített közösségeket, de nem akarta hogy Márk velük tartson, mivel úgy érezte, hogy Márk egy korábbi útjukon cserben hagyta őket. Ezért útjaik elváltak és Barnabás Márk társaságában visszatért Ciprusra.
Ő lett Szalamisz első püspöke. Őt tekintik a ciprusi ortodox egyház megalapítójának. További életéről egyértelmű forrás nem áll rendelkezésre. A hagyomány szerint Szalamiszban szenvedett vértanúságot 61-ben, amikor a helyi zsidók megkövezték.

## Sírjának felfedezése
Sírját 478-ban találták meg és a felfedezésnek nagy jelentősége volt, mivel hozzájárult a ciprusi egyház függetlenségének elismeréséhez. A ciprusi ortodox egyház az egyik legrégebbi ókeresztény egyház, ám a negyedik századtól kezdődően küzdelmet kellett folytatnia, hogy függetlenségét az antiochiai ortodox egyházzal szemben megvédje, annak ellenére, hogy ezt az epheszoszi zsinat 431-ben elismerte. A hagyomány szerint a vitának az vetett véget, hogy Constantia püspöke Anthemios, egy álom hatására egy fa tövében megtalálta az egyházalapító Barnabás sírját és az apostol mellére helyezve Máté evangéliumát (más források szerint Márk evangéliumát), amit Márk saját kezűleg jegyzett le és helyezett a sírba. Ennek hatására Zénó császár megerősítette a ciprusi egyház függetlenségét.